# Notodden

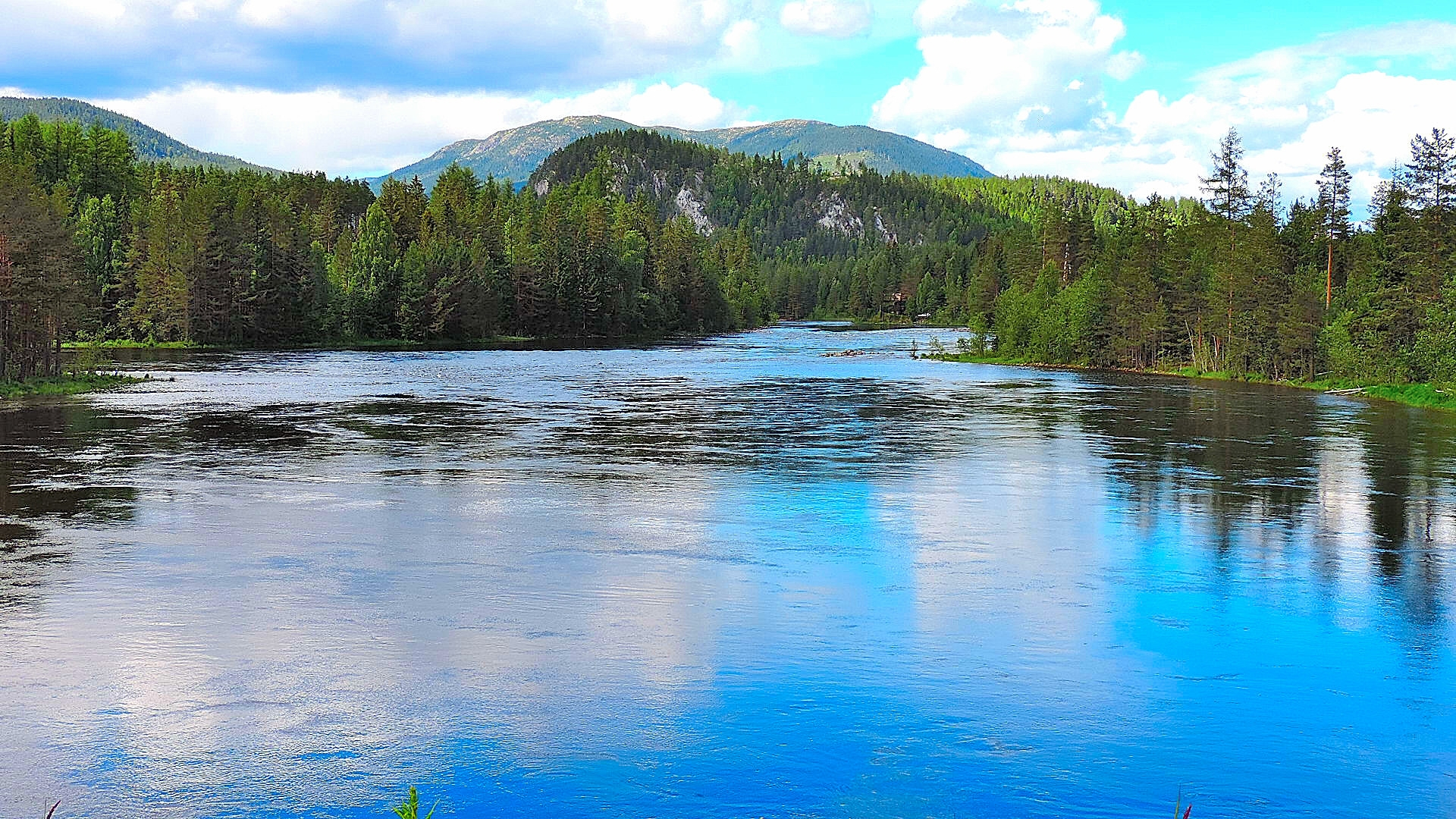
Notodden

Notodden es un municipio perteneciente a la provincia (fylke) de Telemark, en Noruega. Tiene una población estimada, a mediados de 2021, de 12 977 habitantes.
Es uno de los sitios más templados del país, además de ser el centro comercial del este de Telemark, y un centro industrial y académico.

## Cultura
Cada año se celebra en esta localidad un festival de jazz y blues, el "Notodden Blues Festival", una de las mayores atracciones de la ciudad, que tuvo su primera edición en 1998.
Fue incluida, en julio del año 2015, en la lista del patrimonio de la Humanidad por la UNESCO dentro del conjunto «Sitio de patrimonio industrial de Rjukan-Notodden».

## Imágenes de Nottoden

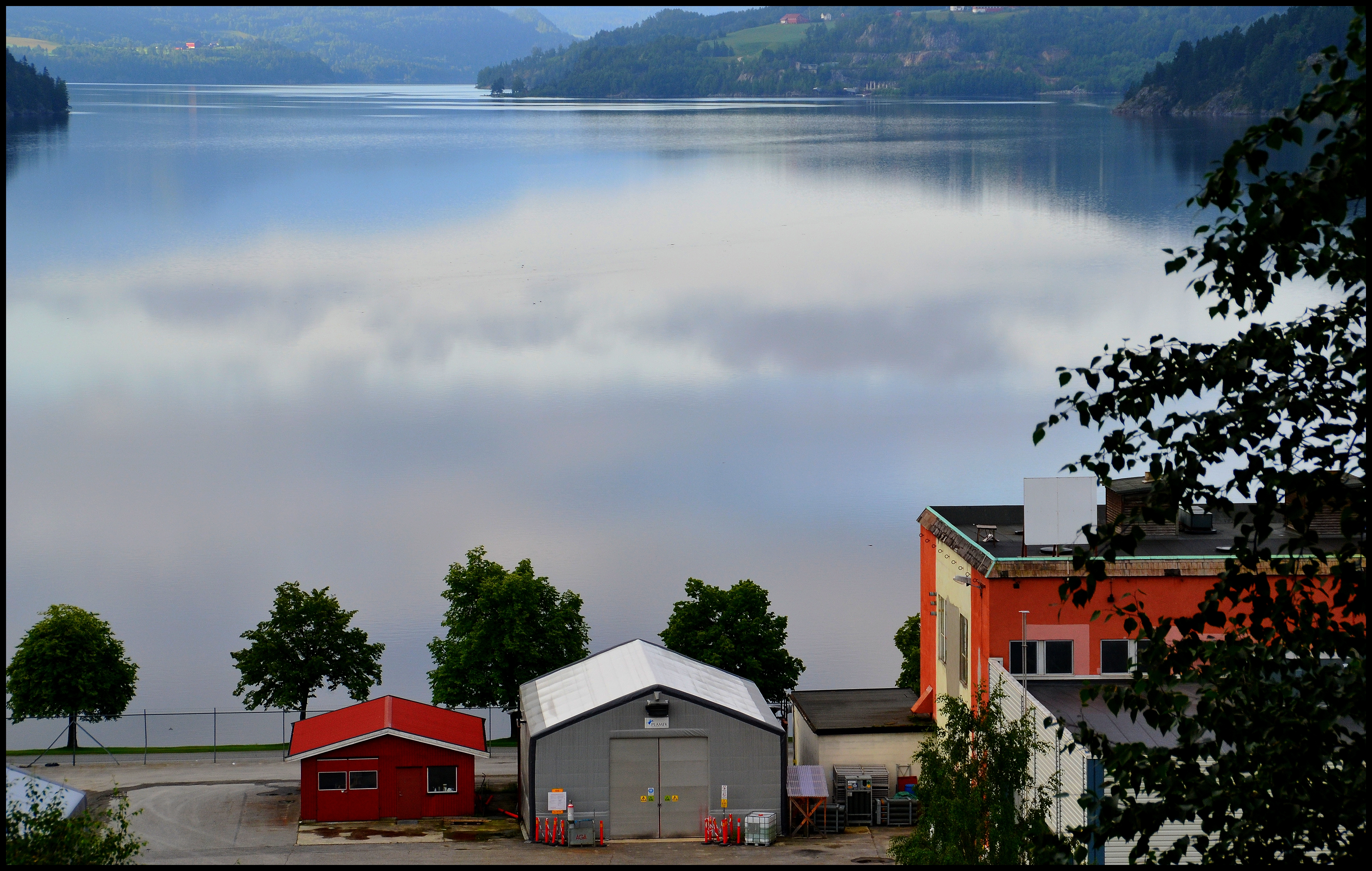
Heddalsvannet Notodden

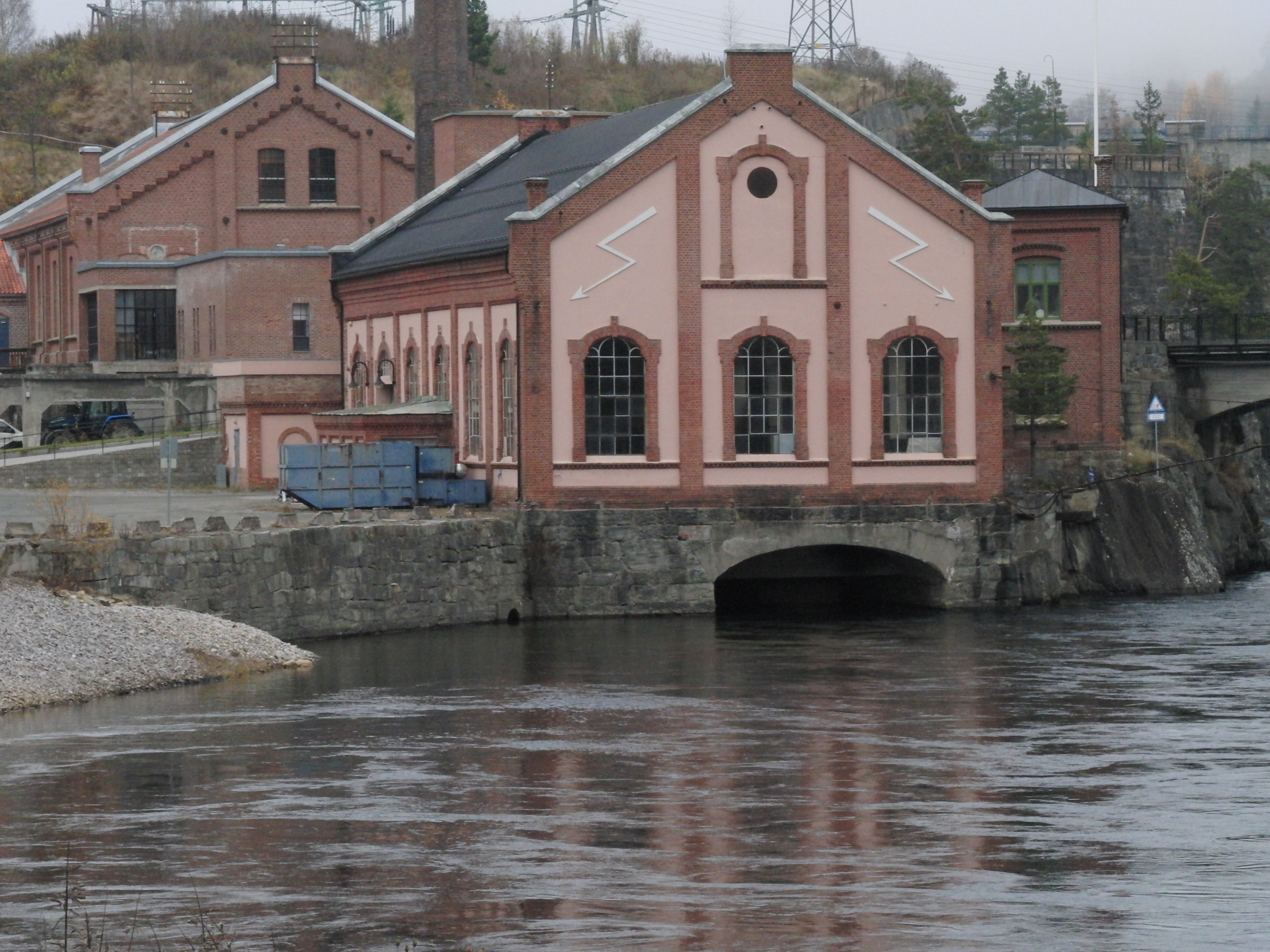
Tinfos I kraftverk, parte del sitio industrial declarado Patrimonio de la Humanidad por UNESCO